# Creme Puff
Pour les articles homonymes, voir Puff.
Creme Puff est une chatte morte à l'âge de 38 ans et 3 jours. Selon le livre Guinness des records 2010, c'est le chat qui a vécu le plus longtemps dans le monde.

## Longévité
Creme Puff est née le 3 août 1967 à Austin, au Texas, où elle est morte le 6 août 2005.
Par comparaison, on estime que Creme Puff a atteint un âge humain de 168 ans.[réf. nécessaire]

## Famille
Creme Puff a vécu à Austin au Texas avec son maître Jake Perry.
Jake Perry a aussi été le maître d'un autre chat nommé Granpa, né à Paris en 1964 et mort en 1998 à l'âge de 34 ans.
En 1999, Granpa fut déclaré chat de l'année par le magazine Cats & Kittens à titre posthume, et est également apparu dans le livre Guinness des records.

## Alimentation
La longévité des chats de Perry a donné lieu à plusieurs enquêtes : parmi les plus sérieuses, on trouve une théorie selon laquelle le régime inhabituel des animaux (bacon, œufs, asperge ou brocoli entre autres) y serait pour quelque chose.
Interviewé par le magazine Atlas Obscura en 2015, son propriétaire Jake Perry confirme que certains des aliments ci-dessus faisaient partie de l'alimentation du chat : « En plus de la nourriture sèche industrielle, [il mangeait] un petit-déjeuner maison composé d'œufs, de bacon de dinde, de brocolis, de café avec de la crème. »
Jake Perry ajoute que Creme Puff recevait également tous les deux jours « environ une pipette de vin rouge », afin de « faire circuler les artères ».